# Evert Lundquist
Evert Viktor Lundquist (ur. 27 lutego 1900 w Göteborgu, zm. 19 lutego 1979 w Västra Frölunda) – piłkarz szwedzki grający na pozycji napastnika. W swojej karierze rozegrał 9 meczów i strzelił 1 gola w reprezentacji Szwecji.

## Kariera klubowa
W swojej karierze piłkarskiej Lundquist grał w klubie Örgryte IS z Göteborga.

## Kariera reprezentacyjna
W reprezentacji Szwecji Lundquist zadebiutował 8 czerwca 1924 w zremisowanym 1:1 meczu igrzyskach olimpijskich w Paryżu z Holandią. Na tych igrzyskach zdobył brązowy medal. Od 1924 do 1927 roku rozegrał w kadrze narodowej 9 spotkań i zdobył 1 gola.